# Micropsectra nepalensis
Micropsectra nepalensis är en tvåvingeart som beskrevs av Sawedal 1976. Micropsectra nepalensis ingår i släktet Micropsectra och familjen fjädermyggor.
Artens utbredningsområde är Nepal. Inga underarter finns listade i Catalogue of Life.